# يوليا راسكينا
يوليا راسكينا (من مواليد 9 أبريل 1982 في مينسك، بيلاروسيا) لاعبة جمباز إيقاعية فردية سابقة، هي صاحبة الميدالية الفضية في الألعاب الأولمبية لعام 2000 ، الحائزة على الميدالية الفضية العالمية لعام 1999، حائزة على الميدالية الفضية الأوروبية مرتين (2000،1999) والبطولة الشاملة في نهائي سباق الجائزة الكبرى لعام 1999.

## نشأتها
```
ولدت راسكينا في عائلة رياضية يهودية كانت والدتها سيدة الرياضة من الدرجة الدولية لاتحاد الجمهوريات الاشتراكية السوفياتية في الجمباز الفني. كان والدها أيضًا أستاذًا في الرياضة ومدربًا في ألعاب القوى في سباقات المضمار والميدان.
[
1
]
```